# Beischlafdiebstahl
Als Beischlafdiebstahl wird ein Diebstahl im zeitlichen und sachlichen Zusammenhang mit Geschlechtsverkehr bezeichnet. Der Begriff Beischlafdiebstahl ist kein juristischer und deshalb auch nicht im Strafgesetzbuch zu finden. Dieses Delikt wird hauptsächlich im Prostitutionsmilieu begangen, regelmäßig gemeinsam mit Mittätern oder Gehilfen. Nach deutschem Recht ist diese Tat als Diebstahl gemäß § 242, ggf. nach § 243,  § 244 bzw. § 244a StGB strafbar. Die Dunkelziffer ist hoch, weil die Bestohlenen zum Tatzeitpunkt oft keine Anzeige erstatten, den Verlust nicht bemerken oder nicht sicher sind, ob ein Diebstahl vorliegt. Zudem sind einige Opfer alkoholisiert.
Damit der Grundtatbestand objektiv erfüllt ist, müssen folgende Merkmale vorliegen:
- Tatobjekt: fremde bewegliche Sachen. Die Sachen müssen Eigentum eines anderen sein und tatsächlich bewegt werden können.
- Tathandlung: Wegnahme, das heißt der Bruch fremden und die Begründung neuen Gewahrsams.

Subjektiv setzt der Tatbestand zusätzlich zum Vorsatz voraus, dass der Täter die Sache „in der Absicht wegnimmt, die Sache sich oder einem Dritten rechtswidrig zuzueignen“ (sog. Aneignungsabsicht und Enteignungsvorsatz).
In künstlerischer Form wurde das Motiv des Beischlafdiebstahls unter anderem in Alexander Kluges und Edgar Reitz’ Film In Gefahr und größter Not bringt der Mittelweg den Tod (1974) aufgegriffen.